# Confederación Kwararafa
La Kwararafa fue una confederación, un Estado multiétnico cuyo territorio se extendía a lo largo del valle del río Benue, en el centro de la moderna Nigeria. Estaba al suroeste del Imperio Kanem-Bornu, y después de Bornu, y al sur de los Estados hausas. Tuvo su apogeo antes del 1500, estuvo en conflicto con sus vecinos más poderosos en el siglo XVII y como consecuencia de ello quedó reducido a la categoría de pequeño Estado tributario en el XVIII. Se piensa que era un Estado confederado formado por conquista en el que mandaban los  jukun, aunque también pudo ser simplemente el nombre colectivo dado por sus enemigos musulmanes con el que englobaban a los pueblos paganos al sur de los territorios islamizados.

## Historia
En el reinado del maí Dunama II (1210-1248), el Kanem emprendió una expedición fallida contra Kwararafa; los habitantes de la región son descritos como paganos antropófagos con agujeros en las orejas. El soberano de Kanem partió con un ejército a combatirlos, pero después de que sus espías le contasen que habían visto a los kwararafas comerse perros y personas, sus tropas huyeron despavoridas. Las Crónicas de Kano, entre otras fuentes hausas, registran invasiones de las tierras hausas por la confederación, en particular de Kano, en torno al 1600, nuevamente a mediados del siglo y en un tercera ocasión en el 1671. En la década de 1670, Kwararafa atacó Catsina, saqueó Zaria y invadió el Reino de Bornu. Las fuentes de Bornu registran la acometida de las fuerzas de Kwararafa a la capital, Ngasargamu, y la gran derrota que les infligió el maí Alí ibn Omar. El cronista de Catsina Dan Marina señala que este causó grandes bajas a los invasores, hizo abundantes cautivos y envió a tres de ellos a su jefe con las orejas arrancadas y colgadas del cuello.
Pese a la brutalidad de los conflictos entre los Estados vecinos, parece que las guerras se alternaban con otras periodos de coexistencia pacífica. Durante el siglo XVIII, hubo personas oriundas de Kwararafa que se instalaron en los Estados colindantes. También existían comunidades hausa en el territorio  de Kwararafa. 
La confederación mantuvo su religión autóctona en el siglo XVIII, cuando ya había entrado en decadencia. A principios de ese siglo, Kwararafa era tributaria de Bornu. En el siglo siguiente, la confederación había quedado reducida a una serie de pequeñas ciudades, que resistieron durante algún tiempo las acometidas del Califato de Sokoto.